# Macizo de Bohemia
El macizo de Bohemia (en checo: Česká Vysočina - Masiv Český; en alemán: Böhmische Masse) es una larga cadena de montañas situada en Europa central, que se extiende desde el este de Alemania hacia el sur de Polonia, el norte de Austria y la parte central de la República Checa. El macizo de Bohemia es un antiguo macizo que forma parte de la cadena Hercínica.
El macizo se formó durante el periodo geológico orogénico que abarca desde el Devónico (hace 400 millones de años) al Pérmico (hace 245 millones de años). Consiste principalmente en rocas cristalinas, en especial de granitos y de gneis.
El macizo de Bohemia está rodeado por cuatro cadenas montañosas: los montes Metálicos (Krušné hory o Erzgebirge), al noroeste; las montañas de los Gigantes, al noreste; las montañas de Bohemia-Moravia (Českomoravská vrchovina), al sureste; y el bosque de Bohemia (Šumava) al suroeste. En la República Checa, el macizo bohemio cubre las regiones de Bohemia y Moravia, así como los montes de los Sudetes.
El macizo de los Vosgos, el macizo de la Selva Negra, el macizo de Harz y el macizo de las Ardenas, que se elevan al oeste y al norte del macizo de Bohemia, datan del mismo período geológico. El macizo de Bohemia sufrió, en su flanco sur, la orogenia alpina debido al ascenso de la placa africana hacia Europa y el empuje de la península itálica hacia el corazón del continente europeo. El macizo comprende una cantidad de mittelgebirges —media montaña— y consiste en rocas cristalinas, más antiguas que el Pérmico (más de 300 millones de años), y que por lo tanto fueron deformadas durante la orogenia varisca.
El macizo de Bohemia es la fuente del río Oder, al noreste.

## Geografía

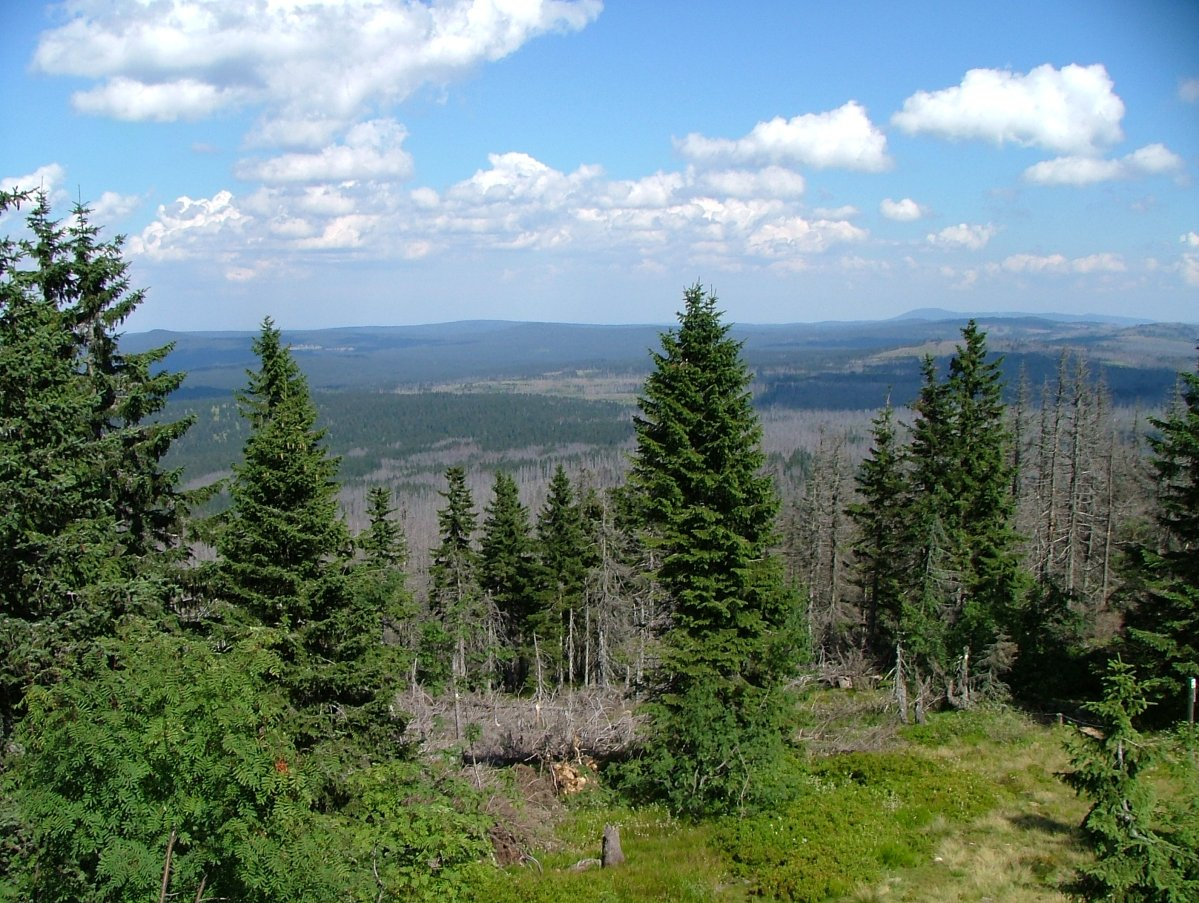
Suaves colinas en el bosque bávaro, un paisaje típico del macizo de Bohemia

Los paisajes en el macizo de Bohemia están dominados principalmente por las colinas onduladas. Al norte del río Danubio la topografía se caracteriza por suaves valles, crestas anchas y planas y colinas. Los picos más altos en la frontera checo-austriaca son el Plechý-Plöckenstein (1378 m) y el Sternstein (1125 m). El lecho de roca del gneis ácido y el granito está desgastado hasta el suelo pardo (cambisoles). En áreas planas y valles, el agua subterránea tuvo más influencia en la formación del suelo; en tales lugares también se pueden encontrar gleysoles.
Al igual que en los otros mittelgebirges variscos de Europa Central, los valles son más irregulares y menos pronunciados que en el cinturón relativamente joven de plegamiento y empuje de los Alpes. Las mesetas son orográficamente más similares en morfología. Las cluses —cortes transversales en una cadena montañosa realizados por una corriente fluvial— en el macizo de Bohemia son el Wachau, el Strudengau y el valle del Danubio desde Vilshofen sobre Passau y el Schlögener Schlinge hasta el río Aschach.

## Geología

### Subdivisión tectónica
La estructura tectónica interna del macizo de Bohemia se formó durante la orogenia varisca. La orogenia varisca fue una fase de construcción de montañas y acreción de terranos que resultó del cierre del océano Rheico cuando colisionaron los dos paleocontinentes, Gondwana (en el sur) y Laurussia (en el norte). Se supone que la mayor parte del macizo bohemio pertenece a un terrano llamado Cadomia o Armorica, que también incluía los terrenos del macizo armoricano en el oeste de Francia. Esto supuestamente habría formado un microcontinente que se mezcló entre las grandes masas continentales del norte y del sur. El resultado de la orogenia varisca fue que casi toda la masa continental se unió en un supercontinente llamado Pangea. Desde el período Pérmico en adelante, el cinturón montañoso varisco se erosionó y quedó parcialmente cubierto por sedimentos más jóvenes, a excepción de los macizos variscos como el macizo de Bohemia.
Las rocas del basamento y los terranos del macizo de Bohemia son tectónicamente parte de tres zonas estructurales principales, que difieren en grados metamórficos, litologías y estilos tectónicos. Esta subdivisión tectónica se formó durante la orogenia varisca.
- La zona Sajoturingia forma las partes septentrionales del macizo. La parte más septentrional de la zona Sajoturingia es la Alta Cristalina del Mediodía, que rara vez está expuesta en el macizo de Bohemia. Se supone que el límite norte de esta zona es la sutura Rheica que separaría las antiguas masas continentales de Gondwana y Laurussia.[4]

- La zona Moldanubiana forma las partes centrales del macizo y generalmente tiene un grado más alto que la zona Sajoturingia. Incluye el terrano Teplá-Barrandiano, que se supone que fue un pequeño microcontinente.
- la zona Moravo-Silesia, en el sureste del macizo, forma una tercera unidad. Esta zona incluye el Bloque Brunovistuliano, una unidad alóctona encabalgada sobre las rocas cristalinas Moravo-Silesias. Contrariamente a la mayoría de las partes del macizo de Bohemia, el Brunovistuliano fue originalmente parte de, o cercano a la parte sur de Laurussia.[5]

## Recursos
A diferencia de otros macizos variscos en Europa Central, el macizo de Bohemia no es muy rico en minerales. Las montañas Harz, más al norte en Alemania, que son geológicamente parte de la zona Rinoherciniana, tienen más depósitos de mineral. Por otro lado, el macizo de Bohemia tiene muchas canteras donde se obtienen granito, granodiorita y diorita para su uso como piedra de construcción decorativa.